# Vestfalija
Vestfalija (njemački: Westfalen) njemačka je povijesna pokrajina. Nalazi se na sjeverozapadu zemlje u saveznoj pokrajini Sjeverna Rajna-Vestfalija.
Teritorij ove pokrajine skoro je identičan s istoimenom povijesnom pokrajina koja je bila dio Pruskog Kraljevstva od 1815. do 1918., a od 1918. do 1946. dio Slobodne države Pruske. Od Vestfalije, Sjeverne Rajne i Lippea 1947. nastala je savezna pokrajina Sjeverna Rajna-Vestfalija.